# Angustus Labyrinthus
Das Angustus Labyrinthus ist ein Komplex von sich überschneidenden Tälern oder Bergrücken in der Nähe des Marssüdpols. Wie andere Formationen in diesem Gebiet leitet sich der Name „Angustus“ von einem Namen ab, den Eugene Antoniadi 1930 einem Albedo-Merkmal gab, das dem Gebiet entspricht.
Die Struktur Angustus Labyrinthus wurde bereits 1972 durch Daten der US-Raumsonde Mariner 9 entdeckt. Sie weist ein geradliniges, in rechten Winkeln zueinander angeordnetes Muster von Graten und dazwischen eingebetteten Polygonen auf, das an die Inka-Ruinenstadt des Weltkulturerbes von Machu Picchu in Peru erinnert. Daher werden diese geologischen Formationen informell als „Inka-Stadt“ bezeichnet und die Ursachen für die Entstehung dieser Landschaftsmerkmale seitdem diskutiert.

## Geologischer Kontext
- Lage:
Angustus Labyrinthus befindet sich in der als Planum Australe bekannten Region in der Nähe der südlichen Polkappe des Mars[3]. Dieses Gebiet wird sowohl von polaren als auch von saisonalen Prozessen beeinflusst, die eine wichtige Rolle bei der Gestaltung der Landschaft gespielt haben.

## Mögliche Entstehungsprozesse

### Tektonische Aktivität
- Spannung und Frakturierung:
Eine Theorie besagt, dass tektonische Kräfte die Kruste in dieser Region zum Zerbrechen gebracht haben könnten, wodurch das komplexe Netz von Bergrücken und Tälern entstanden ist. Die sich überschneidenden Muster könnten von Spannungsfeldern herrühren, die die Kruste in mehrere Richtungen aufbrechen ließen.
- Grabenbildung:
Bei den Strukturen könnte es sich um Gräben handeln, d. h. um Krustenblöcke, die zwischen Verwerfungen herabgesunken sind. Dieser Prozess könnte auftreten, wenn die Kruste auseinandergezogen wurde und dabei tiefe, von Bergrücken begrenzte Tröge entstanden sind.

### Vulkanische Aktivität
- Wechselwirkung von Lavaströmen:
Eine weitere Hypothese betrifft vulkanische Prozesse. Lavaströme unter der Oberfläche könnten mit dem vorhandenen Terrain interagiert haben, was zur Entstehung von Bergrücken führte, als die Lava abkühlte und sich zusammenzog. Die labyrinthartigen Muster könnten die Pfade der alten unterirdischen Lavakanäle darstellen.
- Magma-Intrusionen:
Magmaintrusionen, bei denen geschmolzenes Gestein in Risse in der Marskruste eindringt, könnten die Erhebungen gebildet haben. Als das Magma abkühlte, verfestigte es sich zu härterem Gestein, das der Erosion widerstand und die markanten Strukturen hinterließ.

### Glaziale und periglaziale Prozesse
- Eisbedingte Erosion:
Angesichts seiner Lage in der Nähe des Südpols könnte Angustus Labyrinthus durch glaziale Aktivitäten geformt worden sein. Das Eis könnte die Risse in der Kruste aufgefüllt haben und durch Gefrier- und Tauzyklen die Risse verbreitert und vertieft haben, wodurch die heutige Topographie entstanden ist.
- Sublimation von Eis:
Eine andere Möglichkeit besteht darin, dass die Sublimation (der Prozess, bei dem Eis direkt in Gas umgewandelt wird) des unterirdischen Eises den darüber liegenden Boden zum Einsturz brachte und so das labyrinthartige Muster aus Rinnen und Erhebungen bildete. Dies würde mit der Beteiligung von flüchtigen Elementen wie CO2-Eis übereinstimmen, das an den Marspolen reichlich vorhanden ist.

### Erosion und äolische Prozesse
- Wind-Erosion:
Der Mars hat eine dünne Atmosphäre, aber die windgetriebene Erosion ist dennoch eine starke Kraft. Im Laufe der Jahrmillionen könnten die Winde die Oberfläche abgetragen und die vorhandenen Risse und Erhebungen noch verstärkt haben. Vom Wind mitgeführter Staub und Sand könnten eine Rolle bei der Erosion weicherer Materialien gespielt haben und härtere, widerstandsfähigere Strukturen hinterlassen haben.
- Differenzielle Erosion:
Die verschiedenen Gesteinsarten in der Region könnten in unterschiedlichem Tempo erodiert sein. Härtere Materialien würden der Erosion widerstehen und Erhebungen bilden, während weichere Materialien leichter abgetragen werden und Mulden bilden würden.

## Kombination von Prozessen
- Polygenetischer Ursprung:
Es ist auch möglich, dass die Strukturen in Angustus Labyrinthus das Ergebnis einer Kombination dieser Prozesse sind. So könnte beispielsweise die ursprüngliche tektonische Zerklüftung durch glaziale Aktivitäten verändert und später durch Erosion und Sublimation weiter geformt worden sein. Ein solcher polygenetischer Ursprung würde die Komplexität des Geländes erklären.

## Implikationen für die Mars-Erkundung
- Klima und geologische Geschichte:
Das Verständnis der Entstehung von Angustus Labyrinthus gibt Aufschluss über das Klima und die geologische Geschichte des Mars, insbesondere über die Rolle von Wasser und Eis. Außerdem hilft es den Wissenschaftlern, die tektonischen und vulkanischen Aktivitäten auf dem Planeten besser zu verstehen.
- Potenzial für künftige Missionen:
Die Region könnte ein Ziel für künftige Marsmissionen sein, da die Untersuchung dieser Strukturen aus der Nähe mehr über die Vergangenheit des Planeten verraten könnte, einschließlich des Vorhandenseins von Wasser oder Eis und des Potenzials für früheres Leben.

## Zusammenfassung
Zusammenfassend lässt sich sagen, dass die Strukturen in Angustus Labyrinthus wahrscheinlich durch eine Kombination von tektonischen, vulkanischen, glazialen und erosiven Prozessen entstanden sind. Jeder dieser Prozesse trug zu der verschlungenen und labyrinthischen Landschaft bei, die wir heute sehen. Die weitere Erforschung dieser Region, sowohl durch Fernerkundung als auch möglicherweise durch künftige Landermissionen, könnte genauere Antworten liefern.
Die Informationen über die Strukturen in Angustus Labyrinthus auf dem Mars beruhen auf allgemeinen wissenschaftlichen Erkenntnissen und Theorien, die auf der Forschung im Bereich der Planetengeologie und der Erforschung des Mars basieren. Da dieser Beitrag jedoch auf der Grundlage allgemein anerkannter Theorien und wissenschaftlicher Erkenntnisse und nicht auf der Grundlage spezifischer Quellen erstellt wurde, werden keine bestimmten Artikel oder Studien direkt zitiert.

### Wissenschaftliche Fachzeitschriften
Artikel aus Fachzeitschriften wie Icarus, Journal of Geophysical Research: Planets und Planetary and Space Science behandeln häufig die Geologie des Mars, einschließlich bestimmter Regionen wie Angustus Labyrinthus.
Forschungsarbeiten von Planetengeologen, die sich mit den Marspolen und tektonischen oder vulkanischen Prozessen auf dem Mars beschäftigen.

### NASA- und ESA-Missionsberichte
Daten und Ergebnisse von Marsmissionen wie dem Mars Reconnaissance Orbiter (MRO) der NASA oder dem Mars Express der ESA, die die Marsoberfläche, einschließlich der Polarregionen, eingehend untersucht haben.

### Planetenwissenschaftliche Bücher
Lehrbücher und Nachschlagewerke zur Planetengeologie, wie The Surface of Mars von Michael Carr oder Planetary Geology von Ronald Greeley und Raymond Batson.

### Universitäre Kurse und Vorlesungen
Online-Kurse oder -Vorlesungen zur Planetenwissenschaft und Marsgeologie, die häufig von Institutionen wie dem MIT, Caltech oder der Open University angeboten werden.

## Referenzen
1. ↑  Hartmann, W.  2003.  A Traveler's Guide to Mars.  Workman Publishing.  NY NY.
2. ↑  Mars Express: Angustus Labyrinthus - Eisspinnen in Inka City 24. April 2024
3. ↑  USGS: Angustus Labyrinthus